# Байкери (фільм, 2023)
«Байкери» (англ. The Bikeriders) — художній фільм режисера Джеффа Ніколса. Головні ролі у фільмі виконали Джоді Комер, Остін Батлер, Том Харді та Майкл Шеннон.

## Сюжет
Дія відбувається у 1960-х роках на Середньому Заході, де з'являється вигаданий клуб мотоциклістів. Упродовж десятиліття клуб перетворюється з місця, де збиралися місцеві аутсайдери, на зловісну банду, яка загрожує унікальному способу життя первісної групи.

## У ролях
- Джоді Комер — Кеті
- Остін Батлер — Бенні
- Том Гарді — Джонні
- Майкл Шеннон — Зіпко
- Майк Фейст — Денні Лайон
- Норман Рідус — Сонні
- Бойд Голбрук — Кел
- Деймон Герріман — Брюсі
- Еморі Коен — Тарган
- Карл Ґлусман — Коркі
- Тобі Воллес — Малюк

### Український дубляж
Режисер — Катерина Брайковська, перекладач — Олег Пашин, звукорежисер — Богдан Єрьоменко, звукорежисер перезапису — Олег Кульчицький, координаторка проєкту — Аліна Гаєвська. 
Студія — Le Doyen.
- Кеті — Марина Локтіонова,
- Бенні — Євген Лісничий,
- Джонні — Андрій Твердак,
- Зіпко — Михайло Кришталь,
- Брюсі — Володимир Терещук,
- Тарган — Артем Мартинішин,
- Ваху — Владислав Михальчук,
- Корок — Володимир Гурін,
- Кел — Дмитро Терещук,
- Соні — Андрій Самінін,
- Денні — Кирило Татарченко,
- Малий — Денис Капустін.

## Виробництво
У 2018 році Джефф Ніколс розповів, що думав про створення фільму про байкерів 1960-х років протягом п'яти років, хоча на той момент він не мав сценарію, і згадав про цю ідею на знімальному майданчику Майклу Шеннону, який, як повідомляється, сказав йому: «Ти так довго говорив про цю чортову ідею. Ти ніколи не зробиш його [фільм]». Ніколс дійсно написав сценарій на основі своєї первісної ідеї та розпочав роботу над проектом навесні 2022 року, компанія New Regency розпочала виробництво у травні 2022 року. У серпні 2022 року стало відомо, що Ніколс стане сценаристом та режисером фільму, в якому буде зірковий акторський склад. На головні ролі були затверджені Джоді Комер, Остін Батлер і Том Харді. Пізніше того ж місяця до акторського складу приєдналися Майкл Шеннон, Бойд Голбрук і Деймон Герріман. У вересні до акторського складу приєдналися Тобі Воллес, Еморі Коен, Бо Кнапп, Карл Глусман і Хепі Андерсон. Норман Рідус і Майк Фейст приєдналися до акторського складу наступного місяця.
Зйомки почалися в Цинциннаті в жовтні 2022. Спортивний парк Еджвотер у Клівсі, штат Огайо, оголосив, що на початку жовтня 2022 року на його трасі не буде гонок, хоча там були заплановані зйомки.